# Frans van der Kraan
Frans van der Kraan (Den Haag, 13 juli 1923 - aldaar, 8 augustus 1993) was een Nederlandse solo-paukenist van het Residentie Orkest te Den Haag en hoofdvakdocent slagwerk aan het Koninklijk Conservatorium te Den Haag.

## De eerste jaren
Van der Kraan werd geboren in een gezin met zeven kinderen uit de Haagse Schilderswijk (Van Ostadestraat); drie van de vijf jongens werden musicus. De beide meisjes overleden jong. Zijn broer Cees werd solohoboïst van het Concertgebouworkest en hoofdvakdocent aan het Sweelinck Conservatorium. Broer Jan werd trompettist in het Sydney Symphony Orchestra.
Van der Kraan begon als fluitist, maar stapte al snel over naar het slagwerk. Hij kreeg les van Karl Schiefer, een genaturaliseerde Duitser, 1e paukenist van het Residentie Orkest (RO) en hoofdvakdocent aan het Koninklijk Conservatorium.
Na het eindexamen middelbare school werkte hij een half jaartje als “dradentrekker”. Hij deed in januari 1939 als 16-jarige toelatingsexamen voor het Koninklijk Conservatorium. Op 27 november 1942 behaalde Van der Kraan het einddiploma slagwerk, met onderscheiding, en werd gelijk door het Residentie Orkest als 3e slagwerker in dienst genomen.
Op 30 augustus 1944 moest ook het Residentie Orkest stoppen vanwege de oorlogsomstandigheden en de beperkingen opgelegd door de bezetter. Na een tijdje door Nederland gezworven te hebben, werd Van der Kraan uiteindelijk in Den Haag opgepakt. Ten behoeve van de Arbeitseinsatz werd hij naar Duitsland gestuurd, maar wist onderweg te ontsnappen.
Na de bevrijding kwam Van der Kraan weer in dienst van het Residentie Orkest. In 1948 vertrok hij naar Nederlands-Indië om daar te gaan spelen in het Cosmopolitan Orkest, onder leiding van Jos Cléber.

## Aanbiedingen
Kort na de Tweede Wereldoorlog dirigeerde Leopold Stokovski het Residentie Orkest. Stokovski nodigde Van der Kraan uit mee te gaan naar Amerika, maar deze wilde niet uit Den Haag weg. Van der Kraan kreeg ook een uitnodiging voor de Berliner Philharmoniker, maar dat zag zijn vrouw Pauline (Joods) niet zo zitten.
In 1952 werd Van der Kraan als solopaukenist in dienst genomen door het Residentie Orkest en werd tevens (toen nog automatisch) hoofdvakdocent aan het Koninklijk Conservatorium. In het seizoen 1953-54 dirigeerde Erich Kleiber en verklaarde tegenover de krant Het Vaderland: “Van der Kraan speelt harp op de pauken.”
De eerste slagwerker die in 1952 bij hem eindexamen deed was Willem Heesen. Heesen werd in het Residentie Orkest als 1e slagwerker benoemd en later ook als hoofdvakdocent aan het Rotterdams conservatorium. De eerste die hij helemaal opleidde was Guido Stordiau, die in 1954 eindexamen met onderscheiding deed en ook een aanstelling kreeg bij het Residentie Orkest.

## Slagwerkgroep Den Haag
Van der Kraan was betrokken bij de oprichting en de eerste concerten van Slagwerkgroep Den Haag. De eerste spelers van de slagwerkgroep waren Wim Vos, Ger de Zeeuw, Frank van der Starre en Fred Vogels. Van der Kraan hielp de jonge slagwerkgroep door het uitlenen van slagwerkinstrumenten van het Koninklijk Conservatorium en het Residentie Orkest voor de eerste concerten. Daarnaast trad hij soms als repetitor en dirigent voor de slagwerkgroep. Een van de televisieprogramma's waaraan Van der Kraan en de slagwerkgroep meewerkten was een productie van NOS televisie waarin werken van contemporaine componisten als Peter Schat, Theo Loevendie en Joep Straesser werden gespeeld.

## Ridder
Van der Kraan werd in 1979 benoemd tot Ridder in de Orde van Oranje-Nassau, mede vanwege zijn inzet voor poliokinderen.

## Componist
Als componist is hij bekend met onder andere “Thanatos”, opgedragen aan zijn vriend Jaap Flier, danser en choreograaf van het Nederlands Dans Theater. De première was op maandag 8 januari 1962, de dag van de treinramp bij Harmelen.

## Persoonlijk
Van der Kraan trouwde in 1948 met Pauline. Zij kregen 2 kinderen, een zoon en een dochter. Van der Kraan was zeiler, liefhebber van paardenraces en filatelist, die op tentoonstellingen altijd in de prijzen viel. Zijn specialisme was “firma-perforaties”, zegels waarin de initialen van firma’s geponst waren.
In 1983 ging Frans met vervroegd pensioen. Geplaagd door (aanvankelijk genezen) keelkanker en hartklachten overleed hij op 8 augustus 1993.